# Прямислав (эсминец)
«Прямислав», с 5 февраля 1925 года «Калинин» — эскадренный миноносец типа «Изяслав», построенный по программе «усиленного» судостроения на 1913—1917 годы (так называемая «большая» судостроительная программа), и принадлежащий второй серии эскадренных миноносцев типа «Новик».

## История
10 января 1913 года Морское ведомство заключило контракт с акционерным обществом «Беккер и Ко» на постройку 5 эсминцев. «Прямислав», заложенный раньше других кораблей данного типа, ещё до окончательного утвержденных чертежей и спецификаций, в которых некоторые размеры были увеличены с целью создать больший запас водоизмещения, в результате имел отличные ТТХ.
11 октября 1913 года «Прямислав» был зачислен в списки судов Балтийского флота. 9 ноября 1913 года (по другим данным 19 сентября или 27 октября 1913 года) заложен на судоверфи акционерного общества «Металлургических, механических и судостроительных заводов Беккер и Ко» в Ревеле (Таллин).
10 июля (25 июля)1915 года «Прямислав» был спущен на воду. После чего был отбуксирован в Петроград, и достраивался там на Балтийском заводе. 5 февраля 1925 года был переименован в эсминец «Калинин».
«Калинин» вступил в строй только 20 июля 1927 года, войдя в состав Морских сил Балтийского моря.
С 19 по 21 августа 1929 года «Калинин» совершил визит в Клайпеду, Литва. С 1 по 10 сентября 1934 года — в Гдыню, Польша.
С 11 января 1935 года «Калинин» вошёл в состав Краснознамённого Балтийского флота. Проходил капитальный ремонт с 14 июня 1937 года по июнь 1941 года.
В годы Великой Отечественной войны «Калинин» участвовал в минно-заградительных операциях флота (в июне-августе 1941 года), обороне Таллина и Финского залива. «Калинин» входил сформированный для минных постановок специальный отряд кораблей под командой контр-адмирала Юрия Фёдоровича Ралля
28 августа 1941 года «Калинин» во время Таллинского перехода подорвался на мине заграждения у острова Мохни (et:Mohni) в Финском заливе. Являясь головным эсминцем в арьергарде, «Калинин» под флагом командира минной обороны Ралля в 22 часа 10 минут (по другим данным — 22 часа 45 минут) затралил параваном мину, взорвавшуюся у борта. Получив большие повреждения корпуса, корабль продолжал оставаться на плаву благодаря самоотверженным усилиям экипажа и старпома корабля П. Д. Руссина. В течение часа команда (включая контуженного контр-адмирала Ю. Ф. Ралля и раненного командира корабля П. Б. Стасова) смогла организованно покинуть корабль, не понеся при этом дополнительных потерь.
В 2018 году эсминец был обнаружен на дне разведывательно-водолазной командой в ходе экспедиции «Поклон кораблям Великой Победы».

## Тактико-технические характеристики

### Вооружение
- Главный калибр: Пять 102/60-мм орудий разработки Обуховского завода (при техническом содействии фирмы «Виккерс»)[7];
- Одна 76,2-мм зенитная пушка[8];
- Два 7,62-мм пулемёта;
- Три трёхтрубных надводных 457-мм торпедных аппарата (ТА)[9];
- нёс на борту до 80 мин заграждения.